# 무잘라 사무콩가
무잘라 사무콩가(영어: Muzala Samukonga, 2002년 12월 9일~)는 잠비아의 육상 선수이다. 주 종목은 단거리 달리기이며 주로 400m 종목 경기에 출전하고 있다. 2022년 19세의 나이로 2022년 코먼웰스 게임과 아프리카 선수권 대회에서 금메달을 획득했다. 2024년 하계 올림픽 당시 잠비아 선수단 기수를 맡았으며 400m 종목에서 동메달을 획득했다.

## 수상
- 잠비아 대통령 공로 휘장(2023년)
- 잠비아 올해의 스포츠인(2022)